# Базилика Святого Прокопа
Базилика Святого Прокопа (чеш. Bazilika svatého Prokopa), до 1704 года — Костёл Вознесения Девы Марии (чеш. Kostel Nanebevzetí Panny Marie) — католическая церковь в романско-готическом стиле, расположенная в чешском городе Тршебич. Построена на месте Марианской часовни бенедиктинского монастыря между 1240 и 1260 годами. В составе объекта «Монастырь с костёлом Святого Прокопа в Тршебиче» в 2002 году признана национальным памятником культуры Чехии, а в 2003 году Базилика Святого Прокопа в Тршебиче вместе с еврейским кварталом была внесена в Список объектов Всемирного наследия ЮНЕСКО.

## История
История базилики тесно связана с бенедиктинским монастырём в Тршебиче, который был заложен в 1101 году князьями Ольдржихом Брненским и Литольдом Зноемским, сыновьями Конрада I. Предшественницей базилики была капелла Святого Бенедикта, освященная епископом Праги Гержманом в 1104 году. Через пять лет в монастыре уже был свой костёл, освященный епископом Оломоуца Яном II в 1109 году. Впоследствии оба основателя монастыря были захоронены в крипте монастырского костёла.
Со временем монастырь богател и влияние его увеличивалось. В середине XIII века он был перестроен в готическом стиле и укреплён. В это время и была построена базилика, в период с 1240 по 1260 годы, изначально посвященная Взятию на небо Девы Марии. Прокопий Сазавский стал её святым покровителем только в 1704 году, в год пятисотлетия его канонизации.
В 1468 году войска венгерского короля Матьяша I осадили Тршебич (в поисках скрывающегося Йиржи из Подебрад). Город и монастырь, включая базилику, были разграблены и уничтожены. После этого Тршебич потерял статус аббатского города, а монастырь пришёл в упадок. В 1582 году город перешёл в собственность рода Вальдштейнов, которые перестроили монастырь в замковый комплекс, а здание базилики использовали в светских целях.
В 1704 году базилика была отделена от основной части комплекса и восстановлена по проекту архитектора Франтишека Каньки в неоготическом стиле.
Современный вид базилика получила после реконструкции 1924—1935 годов по проекту архитектора Камила Гилберта, во время которой, в частности, был восстановлен пресвитерий.

## Строение
Базилика относится к немногочисленным сохранившимся в Чехии постройкам, архитектурный тип которых остался переходным от романского к готическому, о чём свидетельствует, в частности, сочетание романских галерей и полукруглых апсид боковых нефов с готической каркасной конструкцией сводов.

### Внутренняя обстановка
Храм Святого Прокопа представляет собой трёхнефную базилику с двумя башнями, возвышающимися с западной стороны. Главный неф является самым широким и подразделяется на шесть сводчатых площадок, два боковых нефа состоят из девяти сводчатых площадок. Один из сводов главного нефа имеет вдвое больший размер, чем свод бокового нефа. Поперечный неф несколько подавлен. С северной стороны базилики тянется внешний коридор,с южной стороны — внутренний. Длина храма составляет 65,7 метров, ширина — 20,2 метра.
Главный неф выше боковых и отделён от них с каждой стороны рядами из шести столбов, поочерёдно более широкими и тонкими, образующими стрельчатые арки. Сетчатый свод главного нефа относится к периоду барокко, первоначально этот свод задумывался как купольный, состоящий из восьми частей, как в хоре и западной прихожей храма. Однако во время строительства решено было сделать шестирёберный свод. К более слабым колоннам были присоединены пилястровые опоры, увенчанные капителями в стиле барокко со скульптурами чешских святых. Выступы первоначальных ребристых сводов увенчаны простыми консолями. Первоначальный свод главного нефа, вероятно, был повреждён во время венгерской осады в 1468 году, по причине чего пострадавший свод был снесён в 1679 году. Реставратор храма Франтишек Канька возвёл новый свод в стиле барокко.

### Хор
Главный неф переходит к хору триумфальной аркой. По углам, обращённым к нефу, песчаниковые блоки украшены рельефными крестообразными цветками. Это, вероятно, сохранившаяся часть боковых входов в лекторий. Латинская надпись на триумфальной арке, датированная 1730 годом, гласит: «Во славу Господа и Девы Марии восстановил из осквернённых руин Ян Йозеф из Вальдштейнов, граф Священной Римской империи». Эта надпись является напоминанием об общей реконструкции базилики, проведённой Франтишеком Максимилианом Канькой в 1726—1733 годах.
Хор имеет две больших квадратных сводчатых площадки; сам свод куполовидный, состоящий из 8 частей с ребристым клиновидным профилем. Затем следует апсида, имеющая вид пяти сторон восьмиугольника, сплетённая сводом, состоящим из 8 частей с изогнутым ребристым профилем.

### Убранство аббатской капеллы
Оба боковых нефа на востоке заканчиваются отдельными стенами капеллы аббата. До наших дней сохранилась лишь эта капелла в северном нефе. Капелла аббата представляет собой отдельное сводчатое помещение с тремя сводчатыми площадками с перекрёстными сводами и полуцилиндрической апсидой с конхой. Северная капелла была, вероятно, уничтожена в 1468 году при захвате Тршебича армией короля Матиаша Корвина и была восстановлена вместе с входом в крипту в 1956 году. В настоящее время капелла используется в качестве ризницы. Оба боковых нефа имеют правильные ребристые перекрёстные своды.
Южный портал со стороны южного прохода бокового нефа сохранён в своём первоначальном виде с оригинальной росписью (растительные и цветочные мотивы) старой церкви. Капелла аббата имеет важное историческое и культурное значение, потому что в ней сохранились древние настенные росписи на библейские темы. Их последняя реставрация была закончена в 1999 году.

### Окна
Свет внутрь базилики проходит сквозь шесть стрельчатых верхних окон, расположенных с каждой стороны главного нефа. Такое же количество окон имеют и боковые нефы.
Трёхстенная большая апсида главного нефа украшена тремя круглыми окнами. Из них самым ценным является среднее окно, розеточное, своим видом (но не размером) похожее на аналогичное окно Реймсского собора. Интересно, что все эти окна были до 1871 года замурованы.

### Большая апсида
Внутри большой апсиды находится аркада, состоящая из тридцати трёх стрельчатых арок, удерживаемых песчаниковыми столбами с украшенными базами и капителями. Затем карниз сверху продолжает оконный этаж. В углах полигонального окончания апсиды находятся колонны, поддерживающие своды посредством капителей. Над тремя круглыми окнами находится так называемая карликовая галерея — низкая галерея с аркадами. Её пространство, обегающее апсиду со всех пяти сторон, от внутренней части хора отделяют окна с расписными стёклами. Галерея была оборудована в 2007 году. К входной винтовой лестнице по сторонам примыкают апсиды в тех местах, где лестница примыкает к прилегающему квадратному полю хора. Этот подход был долгое время замурован и никто не знал, где вообще он находится.
В апсиде два входа: один ведёт к монастырской часовне (надпись на тимпане указывает предполагаемую дату строительства базилики), другой — на юг часовни (на тимпане находится надпись об обновлении апсиды в XIX веке). Надпись на арке над апсидой означает: «Под защитой Пресвятой Богородицы и Девы Марии».
Нынешний псевдоготический алтарь базилики, созданный по проекту Яна Кастнера, Штепана Залешака и Виктора Ферстера, посвящён Святому Войтеху. Алтарь был установлен в 1935 году по рекомендации архитектора Камила Гилберта.

### Внешний вид
Внешний вид базилики соответствует его внутренней структуре. Вся стена и хор окружены карнизом. Боковой фасад главного нефа украшен только гладкой лепниной. Малая галерея апсиды снаружи открывается по всем пяти сторонам пятью законченными полукруглыми аркадами. Над этой частью есть стена с ещё меньшими круглыми окошками.
Западный фасад, сегодня барочный, во время осады монастыря был серьёзно повреждён. Первоначально фасад имел природу вестверка, то есть западной оборонительной части с призматическими боковыми башнями. Сегодняшняя башня частично напоминает старую.

### Северный входной портал
На северной стороне базилики расположено прямоугольное фойе (входной портал) с сводчатым потолком и ребристой аркой, состоящей из семи частей. Арку поддерживают четыре угловых столба и три опорных, посередине между угловыми. Каждая сторона наружу имеет по две полукруглых аркады, с крепким опорным столбом между ними. Стена над аркадами украшена двойными окнами, за которыми проходит маленькая галерея. Внутренняя сторона этого фойе обозначает вход в костёл. находится вход в костёл. Портал богато украшен: в нём чередуется семь гладких гранитных столбиков с треугольными песчаниковыми уступами, богато украшенными декоративными растительными элементами. Колонны завершают песчаниковые плиты и капители. Растительная и фигуральная отделка выражают хвалебную оду Творцу. Четыре фигуры в верхней части на обеих сторонах портала, вероятно, четыре евангелиста, рядом с которыми (с каждой стороны откоса собственного прямоугольного входа), вероятно, изображены фигуры аббатов.
Когда в начале XV века после уничтожения монастыря, в базилике была основана пивоварня, в северном фойе находилась варочная. Позднее она была приспособлена к жилым целям, в дальнейшем для размещения капеллана. Фойе было освобождено и в качестве портала восстановлено только во второй половине XIX века, о чём свидетельствует надпись золотыми буквами на каменной плите над входом: «От долговечного опустошения спас и исправил граф Винценц Вальдштейн-Вартенберг в 1862 году».

## Значение
К ценнейшим частям базилики относятся:
- Крипта. Является старейшей и наиболее сохранившейся частью базилики. Выполнена в готическом стиле, имеет потолочную деревянную крепь и заполняет пространство под хором центрального нефа (частично заходит в прилегающие боковые нефы). Её потолок опирается на опоры, капители которых украшены орнаментами с мотивами растений, животных и фантастических лиц. Так как с конца XVI века крипта базилика использовалась как пивоваренный подвал, одна из опор была убрана (мешала передвижению пивных бочек) и заменена на простой цилиндрический столб.
- Крестовый каменный свод над алтарной частью (пресвитерий) и круговое окно-розетка. Восстановлены Канькой в XVIII веке. Помимо этого центральный неф был перекрыт сетчатым сводом в стиле барокко, реконструированы повреждённые колонны, достроен западный фронтон.
- Северный входной портал. Полукруглый романский портал представляет собой выдающуюся камнетёсную работу, относится XIII веку. Современный вид получил во время реконструкции 1862 года. Изначально имел прямоугольную планировку и был перекрыт ребристым сводом (здесь в разное время располагались мастерская, комнаты для персонала, капеллана). Теперь через портал, называемый так же «Райскими воротам» (от лат. porta paradisi), входят в базилику.

Исключительное архитектурное значение базилики святого Прокопа состоит в том, что она сочетает в себе принципы двух архитектурных стилей: романского и готического. Причём это не временное строительство: элементы готики не перекрывают романские элементы, хотя строители храма, выходцы из романской концепции, уже были знакомы с элементами готики и работали с ними. Примерами являются массивные готические ребра крипты, а наружная большая апсида, за исключением нескольких деталей, почти полностью романской.
Интересным фактом является то, что когда по просьбе архитектора Камила Гилберта была удалена внутренняя штукатурка, на некоторых блоках кладки были обнаружены оставленные каменщиками знаки. Однако тогдашний Тршебический декан и настоятель прихода Франтишек Долежел настоял на восстановлении стен и оштукатуривании их заново. Следующим интересным фактом является то, что для строительства базилики главным образом использовался местный крупнозернистый серый гранит, только в местах, где был акцент на детали, дополненный ославанским песчаником.
- Базилика Святого Прокопа
- Крипта базилики.
- Свод над пресвитерием.
- Окна базилики.
- Епископская кафедра.